# José Luis Albiol
José Luis Albiol Balaguer (Benaguacil, provincia de Valencia, España, 17 de marzo de 1955) es un exfutbolista y ex-entrenador español.

## Trayectoria
José Luis Albiol tuvo la trayectoria siguiente como futbolista: Mestalla, Centre d'Esports Sabadell, Valencia, Real Murcia, Deportivo de La Coruña, Levante, Olímpic de Xàtiva, y nuevamente Levante. Una vez retirado como jugador, desempeñó la labor de técnico en diferentes clubes y de diferentes maneras. En la temporada 1988/89 fue el segundo entrenador de Pepe Martínez en el Hércules. También entrenó en las categorías inferiores del Levante. Es tío del futbolista Raúl Albiol y del exfutbolista Miguel Albiol.

## Títulos
- Copa del Rey en 1979 con el Valencia CF.
- Recopa de Europa en 1980 con el Valencia CF.